# Dusona infelix
Dusona infelix är en stekelart som först beskrevs av Dalla Torre 1901.  Dusona infelix ingår i släktet Dusona och familjen brokparasitsteklar. Arten är reproducerande i Sverige. Inga underarter finns listade i Catalogue of Life.